# Anfiloco (figlio di Alcmeone)
Anfiloco (in greco antico: Ἀμϕίλοχος?, Amphílochos) è un personaggio della mitologia greca ed uno dei fratelli di Mopso e Tisifone.
Questo Mopso non era lo stesso che partecipò alle vicende degli Argonauti.

## Mitologia
Spesso confuso con Anfiloco figlio di Anfiarao era figlio dell'indovina chiamata Manto.
Dopo aver partecipato alla guerra di Troia con suo fratello fondò la città di Mallo in Cilicia ed il rispettivo famoso oracolo. Quando si trattò di dividere il potere fra i due iniziò una lotta talmente cruenta che finì con la morte di entrambi.
Alcuni raccontano che l'oracolo fu creato in seguito alla morte dei due contendenti, dalle loro ombre che finalmente si erano riappacificate.